# Orobanche teucrii
Orobanche teucrii är en snyltrotsväxtart som beskrevs av Holandre. Orobanche teucrii ingår i släktet snyltrötter, och familjen snyltrotsväxter. Inga underarter finns listade i Catalogue of Life.

## Bildgalleri

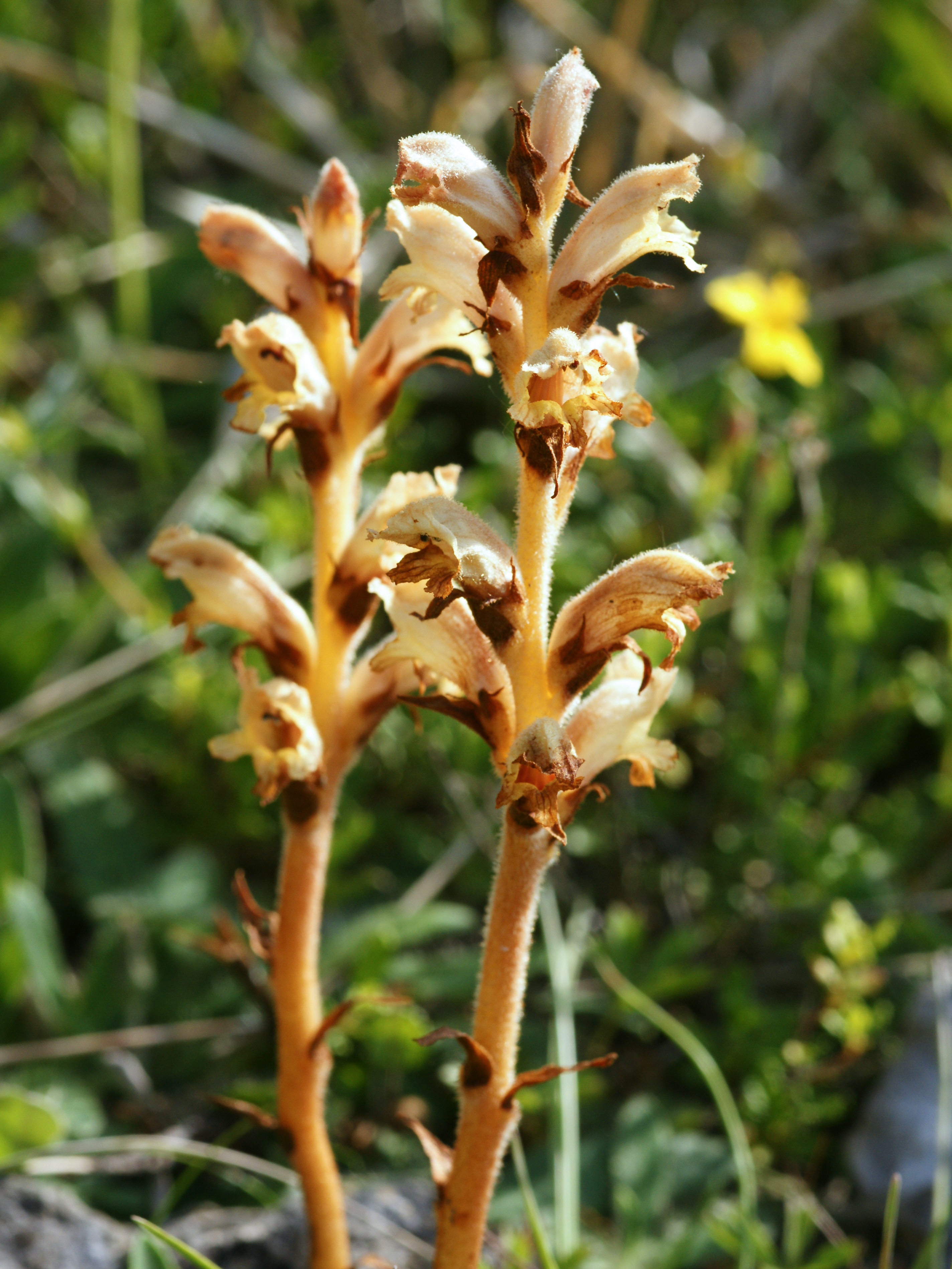
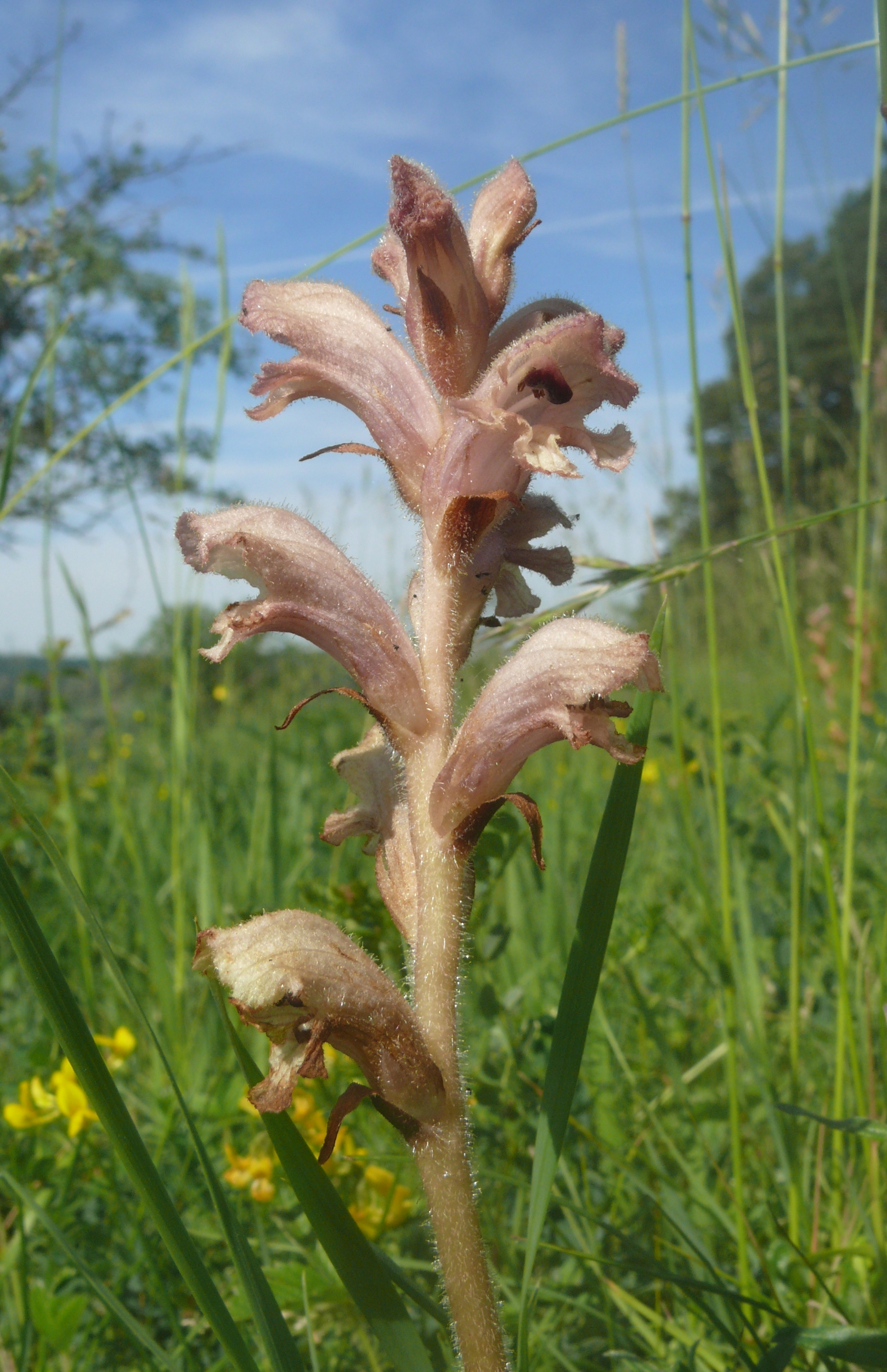
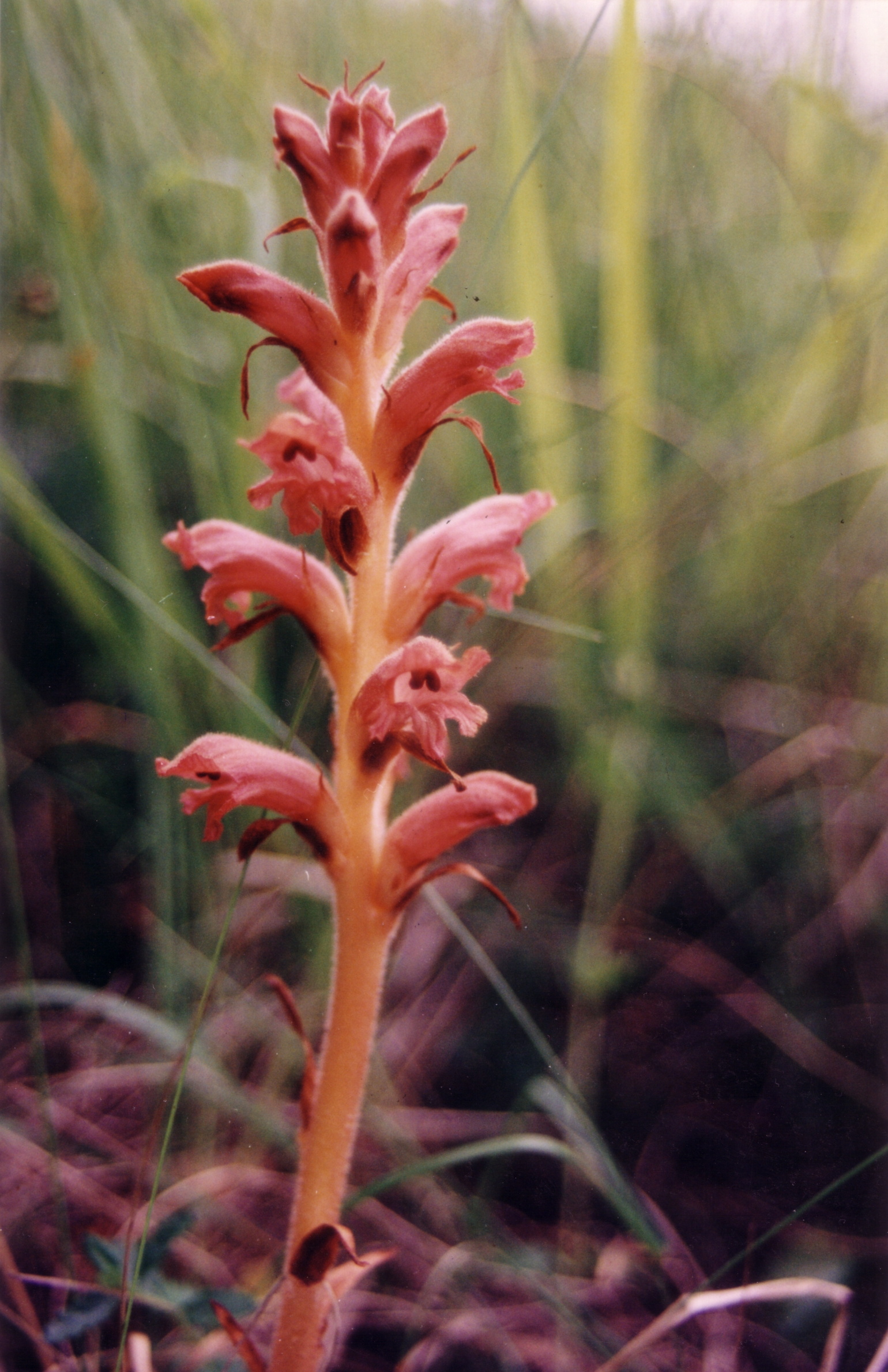